# Father of the Year
Father of the Year es una película estadounidense de comedia dirigida por Tyler Spindel. Está protagonizada por David Spade, Nat Faxon, Bridgit Mendler, Joey Bragg, Matt Shively y Jared Sandler.
La película fue estrenada el 20 de julio de 2018 por Netflix.

## Reparto
- David Spade como Wayne.
- Nat Faxon, como Mardy.
- Joey Bragg como Ben.
- Matt Shively como Larry.
- Bridgit Mendler como Meredith.
- Camille Clark como Caryssa.
- Jackie Sandler como Krystal.
- Mary Gillis como Ruth.
- Jared Sandler como Nathan.
- Bill Kottkamp como PJ.
- Kevin Nealon como Peter Francis.
- Peyton Russ como Aiden, Krystal.
- Dean Winters como Geoff.
- Ashley Spillers como Olivia.

## Producción
En julio de 2017, se anunció que David Spade, Nat Faxon, Bridgit Mendler, Joey Bragg, Matt Shively, y Jackie Sandler protagonizarían Who Do You Think Would Win? para Netflix. La película eventualmente fue re-titulada Graduates y más tarde, Father of the Year.
El rodaje tuvo lugar en Boston y Hudson, Massachusetts en junio de 2017.

## Estreno
La película fue estrenada el 20 de julio de 2018. Previamente había sido programada para el 29 de junio de 2018.

## Recepción
Father of the Year ha recibido reseñas negativas de parte de la crítica y de la audiencia. En el sitio web especializado Rotten Tomatoes, la película posee una aprobación de 0%, basada en 11 reseñas, con una calificación de 2.4/10, mientras que de parte de la audiencia tiene una aprobación de 49%, basada en 273 votos, con una calificación de 3.1/5.
El sitio web Metacritic le ha dado a la película una puntuación de 32 de 100, basada en 4 reseñas, indicando "reseñas generalmente desfavorables". En el sitio IMDb los usuarios le han dado una calificación de 5.2/10, sobre la base de 11 750 votos. En la página FilmAffinity la cinta tiene una calificación de 3.7/10, basada en 625 votos.